# ソフィー＝カルメン・エックハルト＝グラマッテ

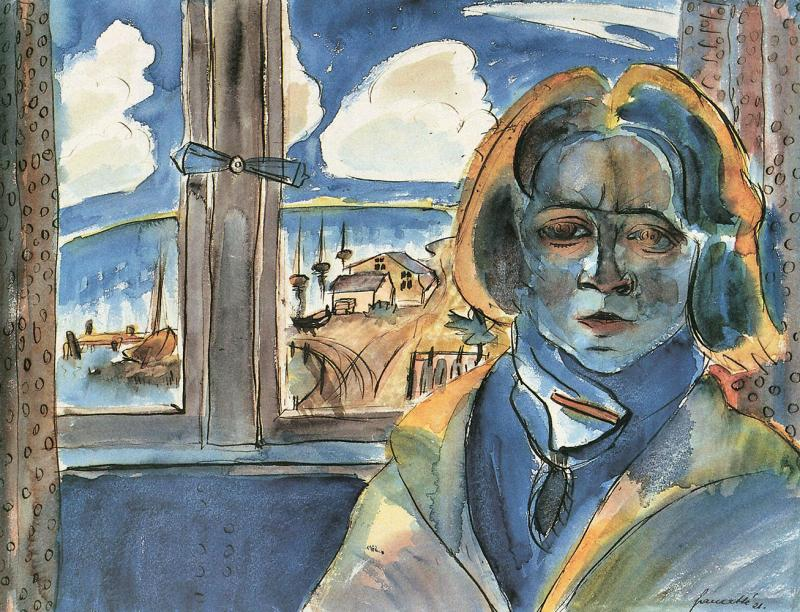
ヴァルター・グラマッテによる肖像画（1921年）

ソフィー＝カルメン・エックハルト＝グラマッテ（Sophie-Carmen Eckhardt-Gramatté, 1901年12月24日 モスクワ - 1974年12月2日）は、ロシア生まれの女性ピアニスト、ヴァイオリニスト、作曲家。ヨーロッパ各地で教育を受けたコスモポリタンで、晩年はカナダで活躍した。本名ソーニャ・フリートマン＝コチェフスカヤ (Sonia Fridman-Kotschewskaja)。母親は英語教師で、トルストイの子女の家庭教師であった。

## 生涯
ロシア革命の勃発によりイギリスに逃れた後、パリ音楽院に入学して、アルフレッド・ブリュンとギヨーム・レミーにヴァイオリンを、シュネーにピアノを、ヴァンサン・ダンディとカミーユ・シュヴィヤールに作曲を師事した。演奏家として活動するかたわら、1920年にベルリンで画家ヴァルター・グラマッテと結婚するが、1929年に夫と死別してからマックス・トラップに作曲を師事し、1935年から特に作曲に没頭。1934年に芸術史家・ジャーナリストのフェルディナント・エックハルトと再婚し、ウィーンに暮らす。1953年からウィニペグで暮らした。1974年にシュトゥットガルトで事故死した。没後にエックハルト＝グラマッテ協会 (Eckhardt-Gramatté Foundation) が設立されている。

## 作品
《交響曲 第2番「マニトバ」》、《管弦楽のための協奏曲》、《トランペットとクラリネット、ファゴット、弦楽合奏と打楽器のための三重協奏曲》、ピアノ協奏曲、ピアノと管弦楽のための協奏交響曲、2つのヴァイオリン協奏曲、ファゴット協奏曲、2台ピアノと管弦楽のための小品、室内楽曲、6曲のピアノ・ソナタ、無伴奏ヴァイオリンのための小品集などが代表作として挙げられる。
ピアノソナタは、マルカンドレ・アムランがレパートリーにしており、全集も録音している。特に、第1楽章が左手のみ、第2楽章が右手のみ、そして終楽章が両手で第1・2楽章を（多少変形して）同時に弾く第6番が知られている。

## 文献
- Eckhardt, Ferdinand (1985). Music from Within: A Biography of the Composer S C Eckhardt-Gramatté, Winnipeg, Manitoba: The University of Manitoba Press. ISBN 0-88755-136-X